# Castillo de Kars
El castillo de Kars (en turco: Kars Kalesi, en armenio: Կարսի բերդ) es una antigua fortificación ubicada en Kars, Turquía. También se conoce con el nombre de Iç Kale ("Castillo central/interior", "Ciudadela").
Fue construido por primera vez durante el gobierno de la dinastía armenia bagrátida y luego reconstruido en 1153 por el visir Firuz Akay por encargo del sultán Melik Izzeddin Saltuk II. Las murallas exteriores que rodean la ciudad fueron construidas en el siglo XII. El castillo, que fue destruido por Tamerlán en 1386, fue reconstruido nuevamente en 1579 por Lala Mustafa Pasha, quien llegó a Kars ordenado por el sultán otomano Murat III.
Se dice en las fuentes otomanas que el castillo fue reconstruido con la ayuda de cien mil soldados y trabajadores. En 1606, el castillo fue destruido por el Shah iraní Abás I y en 1616 y en 1636 fue restaurado en dos ocasiones y se le añadieron nuevos elementos. El castillo sufrió graves daños después de la ocupación de los rusos después de la guerra otomano-rusa de 1877-1878, y se modificó parcialmente después de 40 años de ocupación.

## Diseño
Los muros del castillo de Kars estaban hechos de mampostería de basalto. Habría tenido 22 torres de las cuales hoy solo quedan 7. Tiene 4 puertas de las cuales 2 siguen funcionando. Dentro del castillo hay una tumba de un tal Jelal (o Celal) Baba, restos del cuartel de los jenízaros, un depósito de municiones y una pequeña mezquita que fue reconstruida en la década de 1990.
Inscripciones en el lugar afirman que los muros del castillo tenían 27 kilómetros de largo y constaban de un total de 220 baluartes. El castillo, que alguna vez fue muy difícil de asediar, ahora es un castillo de 3,5 km de largo con 7 baluartes que sobreviven.
En la actualidad, el castillo es administrado por el Ministerio de Cultura y Turismo.

## Eventos culturales
En 2005, el castillo acogió un concierto de música de la cantante pop turca Sezen Aksu al que asistieron unas 25 000 personas.
Durante el mes de ayuno islámico del Ramadán en 2011, se llevó a cabo por primera vez una ceremonia de Mevlevi Sama en el castillo.